# John Ørum Jørgensen
John Ørum Jørgensen (født 14. august 1940 i Vesterø, Læsø) er en dansk præst og var formand for Indre Mission i perioden 1979-1985. Han er desuden far til tidligere folketingsmedlem Per Ørum Jørgensen. 
Han er søn af landssekretær i Indenlandsk Sømandsmission Ingemann Jørgensen og hustru Inga f. Vermø, blev handels- og kontoruddannet i Lange & Unmarck A/S 1961 og student fra Aalborg Studenterkursus 1963 samt cand.theol. fra Københavns Universitet 1969. Jørgensen var sognepræst i Durup, Tøndering og Nautrup 1970-79 og i Gjellerup, Herning fra 1979.
Jørgensen blev gift 28. marts 1964 med sygeplejerske Gudrun Schmidt (født 14. juli 1941 i Nykøbing Mors), datter af Johannes Schmidt (død 1979) og hustru Ellen f. Haaning (død 1998).

## Afgang som formand for IM
Ørum Jørgensen blev valgt til provst for Herning Provsti fra 1981. I den forbindelse påbød biskoppen ham at indsætte kvindelige præster. Dette var i konflikt med Indre Missions modstand mod kvindelige præster. John Ørum Jørgensen trådte tilbage som formand for Indre Mission, efter at han i 1985 blev nødt til at indsætte en kvindelig præst.
1. maj 1987 blev Jørgensen Ridder af Dannebrog.